# Campeonato Mundial de Ajedrez 1972
El Campeonato Mundial de Ajedrez 1972 fue un encuentro entre el campeón defensor Borís Spasski, de la Unión Soviética, y el retador Bobby Fischer, de los Estados Unidos. El denominado Match del Siglo se jugó en Reikiavik, Islandia. Fischer se convirtió en el primer estadounidense en ser campeón mundial de ajedrez desde que lo consiguiera a fines del siglo XIX Steinitz, nacido en Austria. La victoria de Fischer también acabó con los 24 años de supremacía de la URSS en el campeonato mundial ajedrecístico, donde el máximo título había sido ganado desde 1948 solamente por ajedrecistas soviéticos.
El juego atrajo la atención mundial durante meses debido al contexto de la Guerra Fría que, como nunca antes, se trasladaba al campo del tablero de ajedrez. La dispar personalidad de ambos contendores generaba también titulares de prensa, por el contraste entre el excéntrico y extrovertido Fischer que, con apenas 29 años de edad, aspiraba al campeonato mundial de ajedrez tras mostrarse crítico y sarcástico contra su propio país y contra sus rivales soviéticos, frente al reservado, pero confiado y relajado Spassky, que con 35 años buscaba revalidar su título de campeón y había jugado ya seis partidas oficiales previas contra Fischer, sin ser jamás derrotado. 
La primera partida se jugó el 11 de julio de 1972, mientras que la última empezó el 31 de agosto y fue aplazada luego de 40 jugadas. Spasski se rindió por teléfono el 1 de septiembre, rehusando proseguir el juego y declarándose así —en la práctica— perdedor de la última partida. Con esto Fischer quedó como vencedor del match con un puntaje de 12½ contra 8½ de su rival, convirtiéndose en el campeón oficial número 11.

## Torneo Interzonal
Palma de Mallorca. España, noviembre-diciembre 1970.
| N° | Jugador           | 1 | 2 | 3 | 4 | 5 | 6 | 7 | 8 | 9 | 10 | 11 | 12 | 13 | 14 | 15 | 16 | 17 | 18 | 19 | 20 | 21 | 22 | 23 | 24 | Total |
| -- | ----------------- | - | - | - | - | - | - | - | - | - | -- | -- | -- | -- | -- | -- | -- | -- | -- | -- | -- | -- | -- | -- | -- | ----- |
| 1  | Bobby Fischer     | - | 0 | 1 | ½ | 1 | 1 | ½ | 1 | ½ | 1  | 1  | 1  | 1  | 1  | 1  | 1  | 1  | ½  | 1  | 1  | ½  | ½  | 1  | ½  | 18½   |
| 2  | Bent Larsen       | 1 | - | ½ | ½ | 0 | 1 | ½ | ½ | ½ | ½  | 1  | 1  | 0  | ½  | ½  | 1  | ½  | 1  | ½  | 1  | 1  | ½  | 1  | ½  | 15    |
| 3  | Efim Geller       | 0 | ½ | - | 1 | ½ | 1 | ½ | 1 | ½ | ½  | ½  | 1  | ½  | ½  | 1  | ½  | 1  | ½  | ½  | ½  | 1  | 1  | ½  | ½  | 15    |
| 4  | Robert Hübner     | ½ | ½ | 0 | - | ½ | 1 | ½ | 0 | ½ | ½  | 0  | ½  | ½  | 1  | ½  | 1  | 1  | 1  | 1  | ½  | 1  | 1  | 1  | 1  | 15    |
| 5  | Mark Taimánov     | 0 | 1 | ½ | ½ | - | ½ | ½ | ½ | ½ | ½  | ½  | 0  | ½  | 0  | 1  | 1  | ½  | 1  | ½  | 1  | ½  | 1  | 1  | 1  | 14    |
| 6  | Wolfang Uhlmann   | 0 | 0 | 0 | 0 | ½ | - | 1 | ½ | ½ | 1  | ½  | ½  | 1  | ½  | 0  | 1  | ½  | 1  | 1  | ½  | 1  | 1  | 1  | 1  | 14    |
| 7  | Lajos Portisch    | ½ | ½ | ½ | ½ | ½ | 0 | - | ½ | 0 | 1  | ½  | 1  | 1  | ½  | ½  | ½  | 1  | ½  | ½  | 1  | ½  | 1  | 1  | 0  | 13½   |
| 8  | Vasili Smyslov    | 0 | ½ | 0 | 1 | ½ | ½ | ½ | - | 1 | ½  | ½  | 0  | ½  | ½  | ½  | ½  | ½  | ½  | 1  | 1  | ½  | 1  | 1  | 1  | 13½   |
| 9  | Lev Polugayevski  | ½ | ½ | ½ | ½ | ½ | ½ | 1 | 0 | - | ½  | 1  | ½  | ½  | ½  | ½  | 1  | 0  | ½  | 1  | 1  | ½  | ½  | ½  | ½  | 13    |
| 10 | Svetozar Gligorić | 0 | ½ | ½ | ½ | ½ | 0 | 0 | ½ | ½ | -  | 1  | ½  | 1  | ½  | 1  | ½  | ½  | 1  | 0  | ½  | 1  | ½  | 1  | 1  | 13    |
| 11 | Oscar Panno       | 0 | 0 | ½ | 1 | ½ | ½ | ½ | ½ | 0 | 0  | -  | ½  | ½  | ½  | 1  | 1  | ½  | ½  | ½  | ½  | 1  | 1  | ½  | 1  | 12½   |
| 12 | Henrique Mecking  | 0 | 0 | 0 | ½ | 1 | ½ | 0 | 1 | ½ | ½  | ½  | -  | 1  | ½  | ½  | ½  | ½  | 0  | ½  | ½  | 1  | 1  | 1  | 1  | 12½   |
| 13 | Vlastimil Hort    | 0 | 1 | ½ | ½ | ½ | 0 | 0 | ½ | ½ | 0  | ½  | 0  | -  | 1  | ½  | 1  | ½  | ½  | ½  | ½  | 1  | ½  | 1  | ½  | 11½   |
| 14 | Borislav Ivkov    | 0 | ½ | ½ | 0 | 1 | ½ | ½ | ½ | ½ | ½  | ½  | ½  | 0  | -  | ½  | ½  | 0  | ½  | ½  | ½  | ½  | 1  | ½  | ½  | 10½   |
| 15 | Duncan Suttles    | 0 | ½ | 0 | ½ | 0 | 1 | ½ | ½ | ½ | 0  | 0  | ½  | ½  | ½  | -  | 0  | ½  | ½  | 1  | ½  | 0  | 1  | ½  | 1  | 10    |
| 16 | Dragoljub Minić   | 0 | 0 | ½ | 0 | 0 | 0 | ½ | ½ | 0 | ½  | 0  | ½  | 0  | ½  | 1  | -  | 1  | ½  | ½  | ½  | 1  | ½  | 1  | 1  | 10    |
| 17 | Samuel Reshevsky  | 0 | ½ | 0 | 0 | ½ | ½ | 0 | ½ | 1 | ½  | ½  | ½  | ½  | 1  | ½  | 0  | -  | ½  | ½  | ½  | 0  | 0  | ½  | 1  | 9½    |
| 18 | Milan Matulović   | ½ | 0 | ½ | 0 | 0 | 0 | ½ | ½ | ½ | 0  | ½  | 1  | ½  | ½  | ½  | ½  | ½  | -  | ½  | ½  | 0  | 0  | ½  | 1  | 9     |
| 19 | William Addison   | 0 | ½ | ½ | 0 | ½ | 0 | ½ | 0 | 0 | 1  | ½  | ½  | ½  | ½  | 0  | ½  | ½  | ½  | -  | ½  | 0  | 0  | 1  | 1  | 9     |
| 20 | Miroslav Filip    | 0 | 0 | ½ | ½ | 0 | ½ | 0 | 0 | 0 | ½  | ½  | ½  | ½  | ½  | ½  | ½  | ½  | ½  | ½  | -  | ½  | 1  | ½  | 0  | 8½    |
| 21 | Renato Naranja    | ½ | 0 | 0 | 0 | ½ | 0 | ½ | ½ | ½ | 0  | 0  | 0  | 0  | ½  | 1  | 0  | 1  | 1  | 1  | ½  | -  | 0  | 0  | 1  | 8½    |
| 22 | Tüdeviin Üitümen  | ½ | ½ | 0 | 0 | 0 | 0 | 0 | 0 | ½ | ½  | 0  | 0  | ½  | 0  | 0  | ½  | 1  | 1  | 1  | 0  | 1  | -  | 1  | ½  | 8½    |
| 23 | Jorge Rubinetti   | 0 | 0 | ½ | 0 | 0 | 0 | 0 | 0 | ½ | 0  | ½  | 0  | 0  | ½  | ½  | 0  | ½  | ½  | 0  | ½  | 1  | 0  | -  | 1  | 6     |
| 24 | Eleazar Jiménez   | ½ | ½ | ½ | 0 | 0 | 0 | 1 | 0 | ½ | 0  | 0  | 0  | ½  | ½  | 0  | 0  | 0  | 0  | 0  | 1  | 0  | ½  | 0  | -  | 5½    |

## Torneo de Candidatos
|  | Cuartos de final                 | Cuartos de final                 |                  |                 | Semifinales              | Semifinales              |  |               | Final                                     | Final                                     |  |
|  | 13 de mayo al 2 de junio de 1971 | 13 de mayo al 2 de junio de 1971 |                  |                 | 4 al 28 de julio de 1971 | 4 al 28 de julio de 1971 |  |               | 30 de septiembre al 28 de octubre de 1971 | 30 de septiembre al 28 de octubre de 1971 |  |
|  |                                  |                                  |                  |                 |                          |                          |  |               |                                           |                                           |  |
|  |                                  |                                  |                  |                 |                          |                          |  |               |                                           |                                           |  |
|  | Bobby Fischer                    | 6                                |                  |                 |                          |                          |  |               |                                           |                                           |  |
|  | Bobby Fischer                    | 6                                |                  |                 |                          |                          |  |               |                                           |                                           |  |
|  | Mark Taimanov                    | 0                                |                  |                 |                          |                          |  |               |                                           |                                           |  |
|  | Mark Taimanov                    | 0                                |                  | Bobby Fischer   | 6                        |                          |  |               |                                           |                                           |  |
|  |                                  |                                  |                  | Bobby Fischer   | 6                        |                          |  |               |                                           |                                           |  |
|  |                                  |                                  | Bent Larsen      | 0               |                          |                          |  |               |                                           |                                           |  |
|  | Bent Larsen                      | 5½                               | Bent Larsen      | 0               |                          |                          |  |               |                                           |                                           |  |
|  | Bent Larsen                      | 5½                               |                  |                 |                          |                          |  |               |                                           |                                           |  |
|  | Wolfgang Uhlmann                 | 3½                               |                  |                 |                          |                          |  |               |                                           |                                           |  |
|  | Wolfgang Uhlmann                 | 3½                               |                  |                 |                          |                          |  | Bobby Fischer | 6½                                        |                                           |  |
|  |                                  |                                  |                  |                 |                          |                          |  | Bobby Fischer | 6½                                        |                                           |  |
|  |                                  |                                  | Tigran Petrosian | 2½              |                          |                          |  |               |                                           |                                           |  |
|  | Víktor Korchnói                  | 5½                               | Tigran Petrosian | 2½              |                          |                          |  |               |                                           |                                           |  |
|  | Víktor Korchnói                  | 5½                               |                  |                 |                          |                          |  |               |                                           |                                           |  |
|  | Efim Geller                      | 2½                               |                  |                 |                          |                          |  |               |                                           |                                           |  |
|  | Efim Geller                      | 2½                               |                  | Víktor Korchnói | 4½                       |                          |  |               |                                           |                                           |  |
|  |                                  |                                  |                  | Víktor Korchnói | 4½                       |                          |  |               |                                           |                                           |  |
|  |                                  |                                  | Tigran Petrosian | 5½              |                          |                          |  |               |                                           |                                           |  |
|  | Tigran Petrosian                 | 4                                | Tigran Petrosian | 5½              |                          |                          |  |               |                                           |                                           |  |
|  | Tigran Petrosian                 | 4                                |                  |                 |                          |                          |  |               |                                           |                                           |  |
|  | Robert Hübner                    | 3 (ab.)                          |                  |                 |                          |                          |  |               |                                           |                                           |  |
|  | Robert Hübner                    | 3 (ab.)                          |                  |                 |                          |                          |  |               |                                           |                                           |  |
|  |                                  |                                  |                  |                 |                          |                          |  |               |                                           |                                           |  |

### Cuartos de final
Los cuartos de final se jugaron al mejor de 10 partidas, es decir, el que obtiene primero 5½ o más, avanza a la siguiente ronda, eliminando al otro.
| Jugador       | 1 | 2 | 3 | 4 | 5 | 6 | Total |
| ------------- | - | - | - | - | - | - | ----- |
| Bobby Fischer | 1 | 1 | 1 | 1 | 1 | 1 | 6     |
| Mark Taimanov | 0 | 0 | 0 | 0 | 0 | 0 | 0     |

| Jugador          | 1 | 2 | 3 | 4 | 5 | 6 | 7 | 8 | 9 | Total |
| ---------------- | - | - | - | - | - | - | - | - | - | ----- |
| Bent Larsen      | 1 | 0 | ½ | 1 | ½ | 1 | ½ | 0 | 1 | 5½    |
| Wolfgang Uhlmann | 0 | 1 | ½ | 0 | ½ | 0 | ½ | 1 | 0 | 3½    |

| Jugador         | 1 | 2 | 3 | 4 | 5 | 6 | 7 | 8 | Total |
| --------------- | - | - | - | - | - | - | - | - | ----- |
| Víktor Korchnói | 1 | ½ | ½ | 0 | 1 | ½ | 1 | 1 | 5½    |
| Efim Geller     | 0 | ½ | ½ | 1 | 0 | ½ | 0 | 0 | 2½    |

| Jugador          | 1 | 2 | 3 | 4 | 5 | 6 | 7 | Total |
| ---------------- | - | - | - | - | - | - | - | ----- |
| Tigran Petrosian | ½ | ½ | ½ | ½ | ½ | ½ | 1 | 4     |
| Robert Hübner    | ½ | ½ | ½ | ½ | ½ | ½ | 0 | 3     |

### Semifinales
Las semifinales mantuvieron el mismo formato de a mejor de 10 partidas, es decir, el que obtiene primero 5½ o más, avanza a la siguiente ronda, eliminando al otro.
| Jugador       | 1 | 2 | 3 | 4 | 5 | 6 | Total |
| ------------- | - | - | - | - | - | - | ----- |
| Bobby Fischer | 1 | 1 | 1 | 1 | 1 | 1 | 6     |
| Bent Larsen   | 0 | 0 | 0 | 0 | 0 | 0 | 0     |

| Jugador          | 1 | 2 | 3 | 4 | 5 | 6 | 7 | 8 | 9 | 10 | Total |
| ---------------- | - | - | - | - | - | - | - | - | - | -- | ----- |
| Víktor Korchnói  | ½ | ½ | ½ | ½ | ½ | ½ | ½ | ½ | 0 | ½  | 4½    |
| Tigran Petrosian | ½ | ½ | ½ | ½ | ½ | ½ | ½ | ½ | 1 | ½  | 5½    |

### Final
El match de la final del Torneo de Candidatos se jugó al mejor de 12 partidas, es decir, el que obtuviera 6½ o más ganaría el derecho de jugar contra Borís Spasski por el Campeonato Mundial.
| Jugador          | 1 | 2 | 3 | 4 | 5 | 6 | 7 | 8 | 9 | Total |
| ---------------- | - | - | - | - | - | - | - | - | - | ----- |
| Bobby Fischer    | 1 | 0 | ½ | ½ | ½ | 1 | 1 | 1 | 1 | 6½    |
| Tigrán Petrosián | 0 | 1 | ½ | ½ | ½ | 0 | 0 | 0 | 0 | 2½    |

## Match
Conforme a las reglas fijadas por la FIDE en calidad de ente organizador, el que obtuviera mejor puntaje en 24 partidas ganaría el torneo y se proclamaría campeón mundial. Las victorias contaban 1 punto, los empates ½ punto, y las derrotas 0, con esto el vencedor del match sería cualquier jugador que llegase a 12½ puntos. Se pactó que si el match terminaba en un empate 12 a 12, el campeón defensor —el soviético Spassky— retendría el título. El primer control de tiempo era de 40 jugadas en 2½ horas. Tres partidas por semana fueron planeadas. Cada jugador podía pedir hasta tres descansos por razones médicas durante el match. Las partidas se jugaban los domingos, martes y jueves, pero si una partida se aplazaba, continuaba al día siguiente; se fijó que el sábado era día de descanso para ambos jugadores.
Fischer pidió a la FIDE que ambos rivales utilizaran en las partidas un conjunto de piezas encargadas especialmente a un almacén de Londres, a lo cual la FIDE accedió. Apenas empezado el match, Fischer perdió su primera partida el 11 de julio y no asistió al segundo juego, con lo cual Spassky fue declarado vencedor en ambas partidas. Tras este mal inicio, Fischer desplegó todo su talento y tuvo una exitosa racha durante los siguientes ocho juegos, consiguiendo cinco triunfos y tres tablas pese a su personal rechazo a los empates; Spassky terminaba así la partida undécima siendo superado en el puntaje general con 3½ puntos contra 6½ de su rival.
El campeón defensor se recuperó y ganó la partida undécima donde usó la Defensa siciliana y hábilmente logró atrapar la dama de Fischer. La partida número doce quedó empatada, pero en la partida número trece el retador estadounidense venció mostrando un juego de notable creatividad y destreza al punto de tener en el tablero cinco peones pasados en su favor, que Spassky no pudo detener. 
Tras esto siguieron siete partidas más, todas acabadas en empate, con Fischer manteniendo ventaja de tres puntos en el marcador. El 31 de agosto, en la partida 21 Fischer —usando las piezas negras— logró ventaja material de torre y dos peones contra un alfil y cuatro peones (uno de ellos bloqueando a su propio alfil) de Spassky, y la partida se suspendió en la jugada número 40, quedando aplazada para el día siguiente. No obstante, el campeón soviético contactó después a los representantes de la FIDE por teléfono y renunció a continuar dicha partida. Así el 1 de setiembre —día fijado para la continuación—, el árbitro alemán Lothar Schmid avisó a Fischer y al público sobre la renuncia de Spassky, con lo cual Fischer quedó como vencedor del último juego, alcanzando 12½ puntos y ganando así el título de campeón mundial.
| Jugador       | 1 | 2 | 3 | 4 | 5 | 6 | 7 | 8 | 9 | 10 | 11 | 12 | 13 | 14 | 15 | 16 | 17 | 18 | 19 | 20 | 21 | Total |
| ------------- | - | - | - | - | - | - | - | - | - | -- | -- | -- | -- | -- | -- | -- | -- | -- | -- | -- | -- | ----- |
| Borís Spasski | 1 | 1 | 0 | ½ | 0 | 0 | ½ | 0 | ½ | 0  | 1  | ½  | 0  | ½  | ½  | ½  | ½  | ½  | ½  | ½  | 0  | 8½    |
| Bobby Fischer | 0 | - | 1 | ½ | 1 | 1 | ½ | 1 | ½ | 1  | 0  | ½  | 1  | ½  | ½  | ½  | ½  | ½  | ½  | ½  | 1  | 12½   |